# Liste des municipalités de l'État du Ceará
Liste des villes de l'État du Ceará au Brésil. L'État du Ceará au Brésil compte 184 municipalités (municípios en portugais).

## Municipalités

### A/C
- Abaiara
- Acarape
- Acaraú
- Acopiara
- Aiuaba
- Alcântaras
- Altaneira
- Alto Santo
- Amontada
- Antonina do Norte
- Apuiarés
- Aquiraz
- Aracati
- Aracoiaba
- Ararendá
- Araripe
- Aratuba
- Arneiroz
- Assaré
- Aurora

- Baixio
- Banabuiú
- Barbalha
- Barreira
- Barro
- Barroquinha
- Baturité
- Beberibe
- Bela Cruz
- Boa Viagem
- Brejo Santo

- Camocim
- Campos Sales
- Canindé
- Capistrano
- Caridade
- Cariré
- Caririaçu
- Cariús
- Carnaubal
- Cascavel
- Catarina
- Catunda
- Caucaia
- Cedro
- Chaval
- Choró
- Chorozinho
- Coreaú
- Crateús
- Crato
- Croatá
- Cruz

### D/I
- Deputado Irapuan Pinheiro

- Ererê
- Eusébio

- Farias Brito
- Forquilha
- Fortaleza (capitale de l'État du Ceará)
- Fortim
- Frecheirinha

- General Sampaio
- Graça
- Granja
- Granjeiro
- Groaíras
- Guaiúba
- Guaraciaba do Norte
- Guaramiranga

- Hidrolândia
- Horizonte

- Ibaretama
- Ibiapina
- Ibicuitinga
- Icapuí
- Icó
- Iguatu
- Independência
- Ipaporanga
- Ipaumirim
- Ipú
- Ipueiras
- Iracema
- Irauçuba
- Itaiçaba
- Itaitinga
- Itapagé
- Itapipoca
- Itapiúna
- Itarema
- Itatira

### J/O
- Jaguaretama
- Jaguaribara
- Jaguaribe
- Jaguaruana
- Jardim
- Jati
- Jijoca de Jericoacoara
- Juazeiro do Norte
- Jucás

- Lavras da Mangabeira
- Limoeiro do Norte

- Madalena
- Maracanaú
- Maranguape
- Marco
- Martinópole
- Massapê
- Mauriti
- Meruoca
- Milagres
- Milhã
- Miraíma
- Missão Velha
- Mombaça
- Monsenhor Tabosa
- Morada Nova
- Moraújo
- Morrinhos
- Mucambo
- Mulungu

- Nova Olinda
- Nova Russas
- Novo Oriente

- Ocara
- Orós

### P/V
- Pacajus
- Pacatuba
- Pacoti
- Pacujá
- Palhano
- Palmácia
- Paracuru
- Paraipaba
- Parambu
- Paramoti
- Pedra Branca
- Penaforte
- Pentecoste
- Pereiro
- Pindoretama
- Piquet Carneiro
- Pires Ferreira
- Poranga
- Porteiras
- Potengi
- Potiretama

- Quiterianópolis
- Quixadá
- Quixelô
- Quixeramobim
- Quixeré

- Redenção
- Reriutaba
- Russas

- Saboeiro
- Salitre
- Santana do Acaraú
- Santana do Cariri
- Santa Quitéria
- São Benedito
- São Gonçalo do Amarante
- São João do Jaguaribe
- São Luís do Curu
- Senador Pompeu
- Senador Sá
- Sobral
- Solonópole

- Tabuleiro do Norte
- Tamboril
- Tarrafas
- Tauá
- Tejuçuoca
- Tianguá
- Trairi
- Tururu

- Ubajara
- Umari
- Umirim
- Uruburetama
- Uruoca

- Varjota
- Várzea Alegre
- Viçosa do Ceará

## Sources
- Infos supplémentaires (cartes simple et en PDF, et informations sur l'État).
- Infos sur les municipalités du Brésil
- Liste alphabétique des municipalités du Brésil